# Чемпіонат світу зі спортивного орієнтування серед студентів
Чемпіонат світу зі спортивного орієнтування серед студентів(англ. World University Orienteering Championships (WUOC)) - змагання, які проводяться міжнародною студентською спортивною федерацією (фр. Fédération Internationale du Sport Universitaire (FISU) ). Вперше чемпіонат пройшов в 1978 році . З тих пір проходить один раз на два роки.
Програма чемпіонату складається з чотирьох видів:
- Естафета - естафета чотирьох учасників (Relay)
- Довга дистанція(Long)
- Середня дистанція(Middle)
- Спринт(Sprint)

## Місця проведення
| Рік  | Дата                  | Місце                      |
| ---- | --------------------- | -------------------------- |
| 1978 |                       | Фінляндія Ювяскюля         |
| 1980 | 16 липня              | Швейцарія Санкт-Галлен     |
| 1982 | 10-15 серпня          | Чехословаччина Чеська-Ліпа |
| 1984 | 1-4 серпня            | Швеція Єнчопінг            |
| 1986 | 1-3 серпня            | Угорщина Мішкольц          |
| 1988 | 20-22 липня           | Норвегія Тронгейм          |
| 1990 | 1-3 серпня            | СРСР Плявіняс (Латвія)     |
| 1992 | 26-31 липня           | Велика Британія Абердин    |
| 1994 | 4-11 серпня           | Швейцарія Фієш             |
| 1996 | 16-21 липня           | Угорщина Веспрем           |
| 1998 | 10-15 серпня          | Норвегія Тронгейм          |
| 2000 | 25 серпня — 2 вересня | Франція Роанне             |
| 2002 | 20-24 серпня          | Болгарія Варна             |
| 2004 | 21-27 червня          | Чехія Пльзень              |
| 2006 | 14-20 серпня          | Словаччина Кошиці          |
| 2008 | 29 липня — 2 серпня   | Естонія Тарту              |
| 2010 | 18-24 липня           | Швеція Борленге            |

## Результати
| Рік  | Чоловіки                                                                     | Жінки                                                                           | Естафета                                |
| ---- | ---------------------------------------------------------------------------- | ------------------------------------------------------------------------------- | --------------------------------------- |
| 1978 | Ян-Ерік Бакман                                                               | Лійса Вейялайнен                                                                | Фінляндія (чол.) Фінляндія (жін.)       |
| 1980 | Ейвін Тон                                                                    | А-Е. Корнеліуссон                                                               | Фінляндія (чол.) Норвегія (жін.)        |
| 1982 | Відар Юдсе                                                                   | Єва-Шарлотта Тоннесен                                                           | Норвегія (чол.) Чехословаччина (жін.)   |
| 1984 | Андерс-Ерік Олссон                                                           | Ар'я Ханнус                                                                     | Швеція (чол.) Швеція (жін.)             |
| 1986 | Андерс-Ерік Олссон                                                           | Аннаріта Коттонен                                                               | Норвегія (чол.) Швеція (жін.)           |
| 1988 | Рольф Вестре                                                                 | Еде Юмарік                                                                      | Норвегія (чол.) Фінляндія (жін.)        |
| 1990 | Юхан Іварссон                                                                | Іветт Бейкер-Хейг                                                               | Швеція (чол.) Фінляндія (жін.)          |
| 1992 | Йоуні Кахелін                                                                | Марцела Кубаткова                                                               | Фінляндія (чол.) Чехословаччина (жін.)  |
| 1994 | Олив'є Купат (коротка) Томаш Прокеш (класика)                                | Люсі Бем (коротка) Сабріна Мейстер-Фесселер (класика)                           | Швейцарія (чол.) Швейцарія (жін.)       |
| 1996 | Олив'є Купат (коротка) Еміль Вінгстедт (класика)                             | Яна Цисларова (коротка) Яна Цисларова (класика)                                 | Україна (чол.) Чехія (жін.)             |
| 1998 | Туре Сандвік (коротка) Бернт Борнсгорд (класика)                             | Карін Шмальфельд (коротка) і Асне-Фенне Хоксруд (коротка) Марет Вахер (класика) | Швеція (чол.) Фінляндія (жін.)          |
| 2000 | Тьєррі Жоржиу (коротка) Тьєррі Жоржиу (класика)                              | Богдана Трехова (коротка) Симона Лудер (класика)                                | Франція (чол.) Швейцарія (жін.)         |
| 2002 | Тьєррі Жоржиу (коротка) Еміль Вінгстедт (класика)                            | Ану Копра (коротка) Мартіна Ракайова (класика)                                  | Франція (чол.) Велика Британія (жін.)   |
| 2004 | Ейстейн Кволь Естербе (спринт) Маріан Давідік (середня) Міхал Смола (довга)  | Марта Штербова (спринт) Каміла Берглунд (середня) Дана Брожкова(довга)          | Чехія (чол.) Чехія (жін.)               |
| 2006 | Ейстейн Кволь Естербе (спринт) Сімонас Крепшта (середня) Міхал Смола (довга) | Дана Брожкова (спринт) Ліне Хагман (середня) Дана Брожкова (довга)              | Швейцарія (чол.) Велика Британія (жін.) |
| 2008 | Томаш Длабая (спринт) Сандер ВАхер (середня) Міхал Смола (довга)             | Селіна Стальдер (спринт) Буділ Холмстрьом (середня) Буділ Холмстрьом (довга)    | Швеція (чол.) Фінляндія (жін.)          |
| 2010 | Єркер Ліселл (спринт) Матіас Мерц (середня) Матіас Мерц (довга)              | Амелі Катен (спринт) Радка Брожкова (середня) Сара Люшер (Sara Lüscher) (довга) | Швеція (чол.) Швейцарія (жін.)          |